# Edward Blom

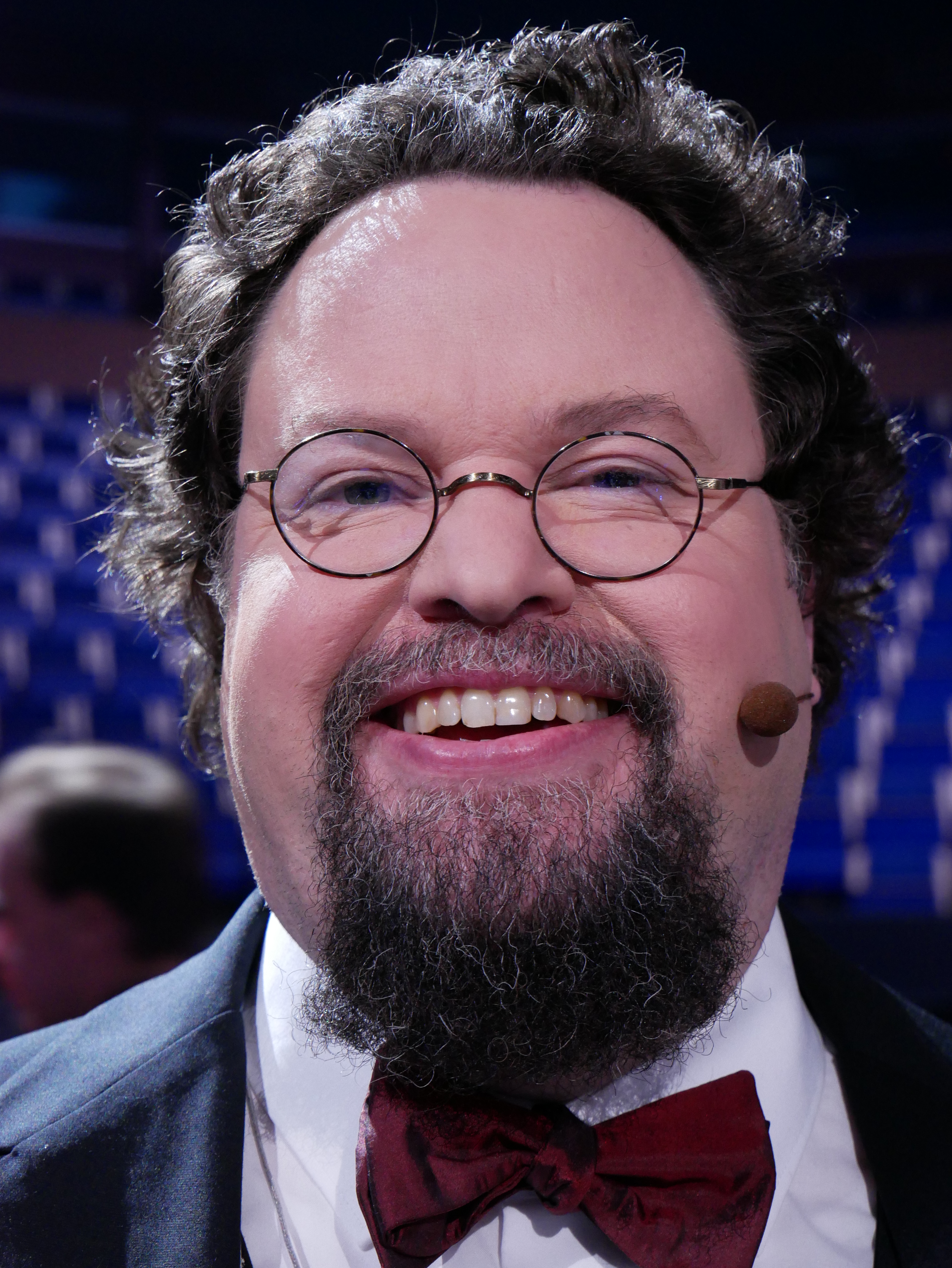
Edward Blom beim Melodifestivalen 2018 in Karlstad.

Lars Edward Lucas Blom (* 22. Oktober 1970 in Ekerö, Schweden) ist ein schwedischer Archivar, Gastronomieexperte, Wirtschaftshistoriker, Schriftsteller und eine Fernsehpersönlichkeit.

## Biographie
Blom studierte Literaturwissenschaften, Germanistik und Archivwissenschaften in Trier, Stockholm, Uppsala und Freiburg im Breisgau, wo er sich 1993 dem Corps Suevia Freiburg anschloss. 1996 wurde er cand. phil. und erwarb 1999 seinen Abschluss als Archivar.
Seit 2011 ist Blom mit der schwedischen Journalistin Gunilla Kinn verheiratet. Im Mai 2015 kam der gemeinsame Sohn Melchior zur Welt.
Edward Blom war zwischen 1997 und 2012 hauptberuflich beim Zentrum für Wirtschaftsgeschichte in Stockholm (Centrum för Näringslivshistoria) tätig, die meisten Jahre als Vorsitzender für besondere Projekte (Chef för särskilda projekt). Des Weiteren war er von 2003 bis 2012 der Redakteur der Zeitschrift Företagsminnen, einer wirtschaftsgeschichtlichen Zeitschrift, bei der er sich vor allem in den Bereichen Handels- und Nahrungsmittelgeschichte engagierte. 2009 veröffentlichte er auf Deutsch das Buch Deutsche, die das Stockholmer Brauereiwesen industrialisierten, eine Studie über deutsche Brauer und Brauereiarbeiter, die in der zweiten Hälfte des 19. Jahrhunderts nach Stockholm eingewandert waren. Als fellow writer bleibt er dem Zentrum weiterhin verbunden, ist jetzt aber selbstständig. In seinem eigenen Unternehmen „Edward Blom & Co“ hält er Vorträge, schreibt Texte und partizipiert an Fernseh- und Radioprogrammen, vor allem in den Bereichen Essen- und Getränkegeschichte.
Er nahm an einer Vielzahl verschiedener Sendungen zur Wirtschaftsgeschichte teil, insbesondere auf dem schwedischen Fernsehsender TV8 und DI-TV, einschließlich der Serie Fredag med Edward (Freitag mit Edward). 2009 wurde er einem größeren Publikum durch die Serie Mellan skål och vägg med Edward Blom (Zwischen Schüssel und Wand) bekannt, in der er mit dem Wirtschaftsjournalisten Peter Andersson in Schweden umherreiste und die regionalen Spezialitäten sowie Geschichten und Anekdoten präsentierte. Auch tritt er öfter im Radio in Erscheinung, besonders im Morgonpasset des Senders P3.
Im Herbst 2009 lief die Fernsehserie Edward Bloms gästabud (Edward Bloms Gastmahl) mit dem Ethnologen Jan-Öjvind Swahn, gedreht auf einem Bauernhof in Gladsax in der Region Österlen im Südosten der schwedischen Provinz Schonen. 2010 war Blom Jurymitglied bei der Fernsehsendung und Kochwettbewerb Stjärnkockarna (Die Sternköche) des Fernsehsenders TV3 und im Sommer des gleichen Jahres war er Moderator des klassischen Kochprogramms Meny (Menü) des Radiosenders P1. Im Jahre 2011 war Blom einer der Gastgeber in dem Kochprogramm Klockan åtta hos stjärnorna (8 Uhr bei den Sternen) als auch wiederkehrender Gast in Breaking News med Filip och Fredrik (Breaking News mit Filip und Fredrik) im Fernsehsender Kanal 5. Die schwedische Tageszeitung Svenska Dagbladet zeigte im Winter 2012 die Web-TV-Serie Edward Bloms Stockholm.
Blom verfasste für eine große Anzahl von Magazinen und Zeitschriften Artikel, wie zum Beispiel für Dagens Handel (Handel von Heute), wo er die Kolumne Gårdagens Handel (Handel von Gestern) schreibt, für den Entreprenör (Unternehmer), wo er die Kolumne Ur arkivet (Aus dem Archiv) führt, für Arv och Minne (Erbe und Erinnerung), für das Katolskt magasin (Katholisches Magazin) als auch für die Zeitschrift Tema Arkiv (Thema Archiv). Blom hat zudem einige Fachbücher verfasst und veröffentlichte 2013 sein erstes Kochbuch. Außerdem ist er ein aktiver Blogger und Twitter-Schreiber.

## Vereinsleben
Blom ist in einer großen Anzahl von Vereinen Mitglied und engagiert sich für diese. So ist er einer der zwei Gründer des „Vereins Corpsstudenten in Schweden“, einer Vereinigung Alter Herren und Inaktiver von Kösener und Weinheimer Corps in Schweden. Er ist außerdem Vorstandsmitglied der Concordia Catholica (Katholische Eintracht) und aktives Mitglied der Vereine Sällskapet Emil Hildebrands Vänner (Verein Freunde von Emil Hildebrand), Par Bricole und dem Pimpinella Orden. In der Katolsk historisk förening i Sverige (Katholischer historischer Verein in Schweden) war er Vizepräsident.

## Diskografie

### Singles
| Jahr | Titel Album               | Höchstplatzierung, Gesamtwochen, AuszeichnungChartsChartplatzierungen (Jahr, Titel, Album, Platzierungen, Wochen, Auszeichnungen, Anmerkungen) | Anmerkungen               |
| Jahr | Titel Album               | SE | Anmerkungen               |
| ---- | ------------------------- | --- | ------------------------- |
| 2017 | När man festar festar man | SE32 (13 Wo.)SE | Tonsatt feat. Edward Blom |
| 2018 | Livet på en pinne         | SE51 (6 Wo.)SE |                           |

## Auszeichnungen und Mitgliedschaften
- 2008: Ritter des Ritterordens vom Heiligen Grab zu Jerusalem
- 2010: Ehrenmitglied des Vereins Corpsstudenten in Schweden
- 2011: Ehrenmitglied der Studentnation Södermanlands-Nerikes Nation in Uppsala
- 2013: Sein Kochbuch Allting gott och alldeles för mycket (Alles lecker und viel zu viel) wird von der Måltidsakademien (Schwedische Mahlzeitsakademie) ausgezeichnet
- 2014: Ehrenmitglied des Vereins Sällskapet Emil Hildebrands Vänner (Verein Freunde von Emil Hildebrand)
- 2014: Sein Kochbuch Allting gott och alldeles för mycket erreicht beim Gourmet Award den zweiten Platz in der Preisklasse ”Entertaining”.
- 2014: Ehrenmitglied des Centrum för Näringslivshistoria (Zentrum für Wirtschaftsgeschichte)